# Josiah Child
Sir Josiah Child (* 1630 w Londynie, † 22 czerwca 1699) – angielski ekonomista, kupiec i merkantylista.
Był gubernatorem Kompanii Wschodnioindyjskiej i działaczem gospodarczym na terenie Indii Brytyjskich. Zajmował się polityką, zasiadając w Izbie Gmin, początkowo z ramienia wigów a potem torysów. W 1678 otrzymał tytuł baroneta. Działał w sferach dworskich ostatnich Stuartów: Karola II i Jakuba II. Po przejęciu władzy przez Wilhelma III Orańskiego musiał odsunąć się od życia politycznego. Publikował prace, w których propagował zasady merkantylizmu.

## Dzieła
- Brief observations concerning trade and the interest of money (1668)
- Observations upon the United Provinces of Netherlands (1672)
- A new discourse of trade (1690)